# Квимадо (Тексас)
Квимадо (енгл. Quemado) насељено је место без административног статуса у америчкој савезној држави Тексас.

## Демографија
По попису из 2010. године број становника је 230, што је 13 (-5,3%) становника мање него 2000. године.
| Група             | 2000.       | 2010.       |
| Белци             | 24 (9,9%)   | 15 (6,5%)   |
| Афроамериканци    | 6 (2,5%)    | 0 (0,0%)    |
| Азијати           | 0 (0,0%)    | 0 (0,0%)    |
| Хиспаноамериканци | 213 (87,7%) | 215 (93,5%) |
| Укупно            | 243         | 230         |